# سانتوش كومار (سياسي)
سانتوش كومار (بالهندية: संतोष कुमार؛ بالإنجليزية: Santosh Kumar) هو سياسي هندي، ولد في 5 فبراير 1976. نشط حزبياً في جنتا دال. وقد انتخب Member of the 17th Lok Sabha ‏ عن دائرة Purnia Lok Sabha constituency ‏ وقد انضم خلال فترته النيابية ‏  للكتلة البرلمانية جنتا دال وفي 2014 Indian general election in Purnia Lok Sabha constituency ‏، انتخب عضو لوك سابها السادسة عشر ‏ عن دائرة Purnia Lok Sabha constituency ‏ وقد انضم خلال فترته النيابية ‏  للكتلة البرلمانية جنتا دال.